# ساوج ایکس فنتی
ساوج ایکس فنتی یک برند لباس‌زیر زنانه است که توسط خوانندهٔ مشهور ریحانا تأسیس شده است. در کنار لباس‌زیر زنانه، این برند دارای سوتین، لباس زیر، لباس خواب و لباس راحتی است.  این برند دارای یک برنامه عضویت اختیاری به نام Xtra VIP است که تخفیف‌ها و دسترسی زودهنگام به عرضه‌های محصول را ارائه می‌دهد.

## تاریخچه
ساوج ایکس فنتی یک سرمایه‌گذاری مشترک بین ریحانا و گروه مد تک‌استایل است.  با شروع به عنوان یک برند صرفا آنلاین، کل بازاریابی آن قبل از راه‌اندازی در حساب اینستاگرام ریحانا رخ داد.  این وبسایت در ۱۱ می ۲۰۱۸ همراه با یک فروشگاه پاپ‌آپ در بروکلین، نیویورکراه‌اندازی شد که در دو روز اول راه‌اندازی برند باز بود.  ظرف یک ماه پس از راه‌اندازی، مجموعه‌ی اولیه به فروش رسید. 
در سال ۲۰۱۸، این شرکت مجموعه‌ای از لباس‌های خواب را راه‌اندازی کرد تا به نفع بنیاد کلارا لیونل ، یک سازمان غیرانتفاعی که توسط ریحانا نیز تأسیس شده بود، استفاده شود. ساوج ایکس فنتی به عنوان یکی از "۱۰ شرکت نوآورانه‌ترین سبک سال ۲۰۲۰" شرکت فاست نامگذاری شد و از سال ۲۰۲۱، ارزش این نام تجاری ۱ میلیارد دلار است. 
در ژانویه ۲۰۲۲، ریحانا اعلام کرد که ساوج ایکس فنتی فروشگاه‌های فیزیکی خود را در سال ۲۰۲۲ افتتاح خواهد کرد. پنج مکان اول برنامه‌ریزی شده عبارت از لاس‌وگاس، لس‌آنجلس، هیوستون، فیلادلفیا، و واشنگتن، دی سی هستند. 